# Bredsjön (Grythyttans socken, Västmanland)
Bredsjön är en sjö i Hällefors kommun i Västmanland och ingår i Göta älvs huvudavrinningsområde. Sjön är 16,5 meter djup, har en yta på 0,368 kvadratkilometer och är belägen 195,4 meter över havet.

## Delavrinningsområde
Bredsjön ingår i det delavrinningsområde (661797-143803) som SMHI kallar för Inloppet i Sundsjön. Medelhöjden är 207 meter över havet och ytan är 6,43 kvadratkilometer. Det finns inga avrinningsområden uppströms utan avrinningsområdet är högsta punkten. Vattendraget som avvattnar avrinningsområdet har biflödesordning 5, vilket innebär att vattnet flödar genom totalt 5 vattendrag innan det når havet efter 358 kilometer. Avrinningsområdet består mestadels av skog (75 procent). Avrinningsområdet har 0,75 kvadratkilometer vattenytor vilket ger det en sjöprocent på 11,6 procent.